# Oxypetalum schulzii
Oxypetalum schulzii är en oleanderväxtart som beskrevs av Gustaf Oskar Andersson Malme. Oxypetalum schulzii ingår i släktet Oxypetalum och familjen oleanderväxter. Inga underarter finns listade i Catalogue of Life.